# Trafalgarski trg
Trafalgarski trg (angleško Trafalgar Square) je javni trg v mestu Westminster v osrednjem Londonu, ustanovljen v začetku 19. stoletja okoli območja, prej znanega kot Charing Cross. Ime trga je v spomin na bitko pri Trafalgarju, britansko pomorsko zmago v napoleonskih vojnah nad Francijo in Španijo, ki se je zgodila 21. oktobra 1805 ob obali rta Trafalgar.
Kraj okrog trga Trafalgar je pomemben mejnik že od 13. stoletja. Stoletja so razdalje, merjene od Charing Crossa, služile kot oznake lokacije. Mesto sedanjega trga je prej vsebovalo dovršeno zasnovano zaprto dvorišče, King's Mews. Potem ko je Jurij IV. Britanski preselil dvorane v Buckinghamsko palačo, je območje preuredil John Nash, vendar je bil po njegovi smrti napredek počasen in trg so odprli šele leta 1844. 52 m visok Nelsonov steber v središču je varovan ob štirih kipih levov. Številni spominski kipi in skulpture zasedajo trg, vendar je četrti podstavek, ki je prazen od leta 1840, gostil sodobno umetnost od leta 1999. Pomembne stavbe, ki gledajo na trg, so Narodna galerija, St Martin-in-the-Fields, Kanadska hiša in hiša Visoke komisije Južne Afrike v Londonu.
Trg so uporabljali za skupnostna srečanja in politične demonstracije, vključno s krvavo nedeljo leta 1887, vrhuncem prvega marša v Aldermastonu, protivojnimi protesti in kampanjami proti podnebnim spremembam. Božično drevo trgu podarja Norveška že od leta 1947, stoji pa dvanajst dni pred božičem in po njem. Trg je središče vsakoletnega praznovanja novega leta. Znan je bilo po divjih golobih do njihove odstranitve v začetku 21. stoletja.

## Ime
Trg je dobil ime po bitki pri Trafalgarju, zmagi britanske mornarice v napoleonskih vojnah s Francijo in Španijo, ki se je zgodila 21. oktobra 1805 ob obali rta Trafalgar v jugozahodni Španiji, čeprav je bil tako imenovan šele leta 1835.
Ime Trafalgar je španska beseda arabskega izvora, ki izhaja iz Taraf al-Ghar (طرف الغار 'rt jame/lovor') ali Taraf al-Gharb (طرف الغرب 'skrajni del zahoda').

## Geografija
Trafalgarski trg je v lasti kralja v imenu krone in ga upravlja Greater London Authority, medtem ko ima Westminstrski mestni svet v lasti ceste okoli trga, vključno z območjem za pešce North Terrace. Trg obsega velik osrednji prostor s tremi stranskimi cestami in teraso na severu, pred Narodno galerijo. Ceste okoli trga so del A4, glavne ceste, ki poteka zahodno od City of London. Prvotno je imel ceste na vseh štirih straneh, promet pa je potekal v obe smeri okoli trga, dokler ni bil 26. aprila 1926 uveden enosmerni krožni sistem v smeri urinega kazalca. Leta 2003 zaključena dela so zmanjšala širino cest in zaprla severno stran za promet.
Nelsonov steber je v središču trga, obdajajo ga vodnjaki, ki jih je med letoma 1937 in 1939 zasnoval sir Edwin Lutyens (nadomestki za dva iz granita Peterhead, zdaj v Kanadi), varujejo pa ga štirje monumentalni bronasti levi, ki jih je izklesal sir Edwin Landseer. Na vrhu stebra je kip Horatia Nelsona, ki je poveljeval britanski mornarici v bitki pri Trafalgarju.
Trg obkrožata Narodna galerija na severni strani in cerkev St Martin-in-the-Fields na vzhodu. Tudi na vzhodu je Južnoafriška hiša, proti njej čez trg pa Kanadska hiša. Na jugozahodu je Mall, ki vodi do Buckinghamske palače preko Admiralty Archa, medtem ko je ulica Whitehall na jugu in Strand na vzhodu. Med Narodno galerijo in cerkvijo poteka cesta Charing Cross Road.
Postaja londonske podzemne železnice Charing Cross na progah Northern in Bakerloo ima izhod na trgu. Proge so imele ločene postaje, od katerih se je prva na progi Bakerloo imenovala Trafalgar Square, dokler ju leta 1979 niso povezali in preimenovali kot del izgradnje proge Jubilee, ki je bila leta 1999 preusmerjena v Westminster. Druge bližnje podzemne postaje so Embankment, ki povezuje proge District, Circle, Northern in Bakerloo, ter Leicester Square na progah Northern in Piccadilly.
Točka na trgu Trafalgar se v zakonodaji in pri merjenju razdalj od glavnega mesta šteje za uradno središče Londona.[1]

## Zgodovina
Gradbena dela na južni strani trga v poznih 1950-ih so razkrila usedline iz zadnjega medledenega obdobja. Med najdbami so bili ostanki jamskih levov, nosorogov, slonov z ravnimi okli in povodnih konjev.
Najdišče je pomembno že od 13. stoletja. Med vladavino Edvarda I. je gostil Kraljeve hleve, ki so bili severno od T-križišča na jugu, Charing Crossa, kjer Strand iz mesta sreča Whitehall, ki prihaja severno od Westminstra. Od vladavine Riharda II. do vladavine Henrika VII. so bili hlevi na zahodnem koncu Stranda. Po požaru leta 1534 so hleve ponovno zgradili kot hleve in so ostali tukaj, dokler jih Jurij IV. Britanski ni preselil v Buckinghamsko palačo.

### Očiščenje in razvoj
Po letu 1732 so bili Kraljevi hlevi razdeljeni na Velike in manjše Zelene hleve na severu s Crown Stables, velikim blokom, zgrajenim po načrtih Williama Kenta. Na tem mestu je Narodna galerija.
Leta 1826 so komisarji za gozdove in zemljiške prihodke naročili Johnu Nashu, naj pripravi načrte za čiščenje velikega območja južno od Kentovega hlevskega bloka in vse do vzhodne ulice St Martin's Lane. Njegovi načrti so pustili odprto celotno območje, ki je postalo Trafalgarski trg, razen bloka v središču, ki ga je rezerviral za novo stavbo Kraljeve akademije umetnosti. Načrti so vključevali rušenje in prenovo stavb med St Martin's Lane in Strand ter gradnjo ceste (zdaj imenovane Duncannon Street) čez cerkveno pokopališče St Martin-in-the-Fields. Charing Cross Act je bil sprejet leta 1826 in kmalu zatem se je začelo čiščenje. Nash je umrl kmalu po začetku gradnje, kar je oviralo napredek. Trg naj bi bil poimenovan po Viljemu IV. v spomin na njegov vzpon na prestol leta 1830. Okoli leta 1835 je bilo odločeno, da bo trg poimenovan po bitki pri Trafalgarju, kot je predlagal arhitekt George Ledwell Taylor, v spomin na Nelsonovo zmago nad Francozi in Španci leta 1805 med napoleonskimi vojnami. 
Po odstranitvi je razvoj počasi napredoval. Narodna galerija je bila zgrajena na severni strani med letoma 1832 in 1838 po načrtu Williama Wilkinsa, leta 1837 pa je ministrstvo za finance odobrilo Wilkinsov načrt za ureditev trga, vendar ni bil uresničen. Aprila 1840, po Wilkinsovi smrti, so bili sprejeti novi načrti Charlesa Barryja in gradnja se je začela v nekaj tednih. Za Barryja, tako kot za Wilkinsa, je bil pomemben dejavnik povečanje vizualnega vpliva Narodne galerije, ki je bila deležna številnih kritik zaradi pomanjkanja veličastnosti. Zapleteno nagnjeno lokacijo je obravnaval tako, da je izkopal glavno območje do nivoja pešpoti med ulico Cockspur in Strandom ter zgradil 4,6 m visoko teraso z ograjo s cestiščem na severni strani in stopnice na vsakem koncu, ki vodijo do glavne ravni. Wilkins je predlagal podobno rešitev z osrednjimi stopnicami. Vse kamnito delo je bilo iz aberdeenskega granita. Leta 1845 so postavili štiri Bude-Lights z osmerokotnimi steklenimi lučmi. Dva nasproti Narodne galerije sta na visokih bronastih stebrih, dva pa v jugozahodnem in jugovzhodnem vogalu trga na krajših bronastih stebrih na vrhu širših granitnih stebrov. Zasnoval jih je Barry, izdelala pa sta jih Stevens and Son iz Southwarka.
Leta 1841 je bilo odločeno, da se v tloris vključi dva vodnjaka. Ocenjeni proračun, brez tlakov in skulptur, je bil 11.000 GBP. Odstranjena zemlja je bila uporabljena za izravnavo Green Parka. Trg je bil prvotno obložen z tarmakadamom, ki so ga v 1920-ih nadomestili s kamnom.
Trafalgarski trg je bil za javnost odprt 1. maja 1844.

### Nelsonov steber
Nelsonov steber je bil načrtovan neodvisno od Barryjevega dela. Leta 1838 se je Nelsonov spominski odbor obrnil na vlado in predlagal, da bi na trgu postavili spomenik zmagi pri Trafalgarju, financiran z javno naročnino. Izveden je bil natečaj, na katerem je zmagal arhitekt William Railton, ki je predlagal 66,52 m visok korintski steber, na vrhu katerega bi bil kip Nelsona in ga varujejo štirje izklesani levi. Zasnova je bila odobrena, vendar je prejela številne ugovore javnosti. Gradnja se je začela leta 1840, vendar se je višina zmanjšala na 44,27 m. Steber je bil dokončan in kip postavljen novembra 1843.
Zadnji od bronastih reliefov na podstavkih stebra je bil dokončan šele maja 1854, štirje levi pa so bili dodani šele leta 1867, čeprav so bili del prvotne zasnove. Vsak lev tehta sedem ton. Okoli vznožja Nelsonovega stebra je nekaj let ostala ograja in nekaj njegovih zgornjih odrov je ostalo na mestu. Landseer, kipar, je prosil, naj v njegov studio pripeljejo leva, ki je poginil v londonskem živalskem vrtu. Za dokončanje skic je potreboval toliko časa, da je truplo začelo razpadati in je bilo treba nekatere dele improvizirati. Kipi imajo tace, ki bolj spominjajo na mačke kot leve.
Barry je bil nezadovoljen, ker so Nelsonov steber postavili na trg. Julija 1840, ko so bili postavljeni temelji, je parlamentarnemu izbranemu odboru povedal, da »bi bilo po mojem mnenju zaželeno, da bi bilo območje popolnoma brez vseh izoliranih umetniških predmetov«.
Leta 1940 je nacistični SS razvil tajne načrte za prenos Nelsonovega stebra v Berlin po pričakovani nemški invaziji, kot je povedal Norman Longmate v če bi Britanija padla (1972).
Trg je od leta 1996 uvrščen v register zgodovinskih parkov in vrtov I. stopnje.

### Prenova
Velika 18-mesečna prenova trga, ki jo je vodil W.S. Atkins s Fosterjem in partnerji kot podsvetovalci je bilo dokončano leta 2003. Delo je vključevalo zaprtje vzhodne ceste vzdolž severne strani in preusmeritev prometa okoli ostalih treh strani trga, rušenje osrednjega dela severnega podpornega zidu in vstavitev širokega niza stopnic na teraso za pešce pred Narodno galerijo. Gradnja vključuje dve dvigali za invalide, javne sanitarije in kavarno. Dostop med trgom in galerijo je potekal preko dveh križišč na severovzhodnem in severozahodnem vogalu.

## Vodnjaki
Leta 1841 se je Barry po predlogih lokalnega odbora za tlakovanje strinjal, da je treba namestiti dva vodnjaka, ki bosta preprečila učinke odbite toplote in bleščanja z asfaltne površine. Prvi komisar za gozdove je pozdravil načrt, ker so fontane zmanjšale odprt prostor, ki je bil na voljo za javna zbiranja, in zmanjšale tveganje nemirnih zbiranj. Vodnjaki so se napajali iz dveh izvirov, enega pred Narodno galerijo in enega za njo, ki sta bila povezana s predorom. Vodo je v vodnjake črpal parni stroj, nameščen v stavbi za galerijo.
V poznih 1930-ih so se odločili zamenjati črpalko in osrednje dele vodnjakov. Novi osrednji deli, ki jih je zasnoval sir Edwin Lutyens, so bili spomeniki lordom Jellicoeju in lordu Beattyju, čeprav so bili doprsni kipi admiralov, ki so bili prvotno namenjeni postavitvi v okolico vodnjaka, postavljeni ob severno podporno steno, ko je bil projekt dokončan po drugi svetovni vojni. Vodnjaka sta stala skoraj 50.000 funtov. Prvotni osrednji deli so bili predstavljeni kanadski vladi in so zdaj v Confederation Parku v Ottawi in Regininem Wascana Centru.
Program obnove je bil zaključen do maja 2009. Črpalni sistem je bil nadomeščen s tistim, ki je lahko v zrak poslal 24 m vodni curek. Sistem LED razsvetljave, ki lahko projicira različne kombinacije barv na vodnjake, je bil nameščen, da bi zmanjšali stroške vzdrževanja razsvetljave in sovpadali s poletnimi olimpijskimi igrami 2012.

## Golobi
Trg je bil nekoč znan po divjih golobih in njihovo hranjenje je bila priljubljena dejavnost. Golobi so se začeli zgrinjati na trg, preden je bila gradnja končana, prodajalci krme pa so postali znani v viktorijanski dobi. Zaželenost prisotnosti ptic je bila sporna: njihovi iztrebki so iznakazili kamnite zidove in jata, ki je bila na vrhuncu ocenjena na 35.000, je veljala za nevarnost za zdravje. Prodajalec na stojnici, Bernie Rayner, je zloglasno prodajal ptičja semena turistom po napihnjenih cenah.
Februarja 2001 je bila prodaja ptičjih semen na trgu ustavljena in uvedeni so bili drugi ukrepi za odvračanje od golobov, vključno z uporabo ptic ujed. Podporniki so še naprej hranili ptice, toda leta 2003 je župan Ken Livingstone sprejel podzakonske predpise, ki prepovedujejo njihovo hranjenje na trgu. Septembra 2007 je mestni svet Westminstra sprejel nadaljnje podzakonske akte, ki prepovedujejo hranjenje ptic na Severni terasi, namenjeni pešcem, in drugih pločnikih na tem območju. Nelsonov steber je bil popravljen zaradi dolgoletne škode zaradi golobjih iztrebkov, kar je stalo 140.000 GBP.